# Vuelta Ciclista a Costa Rica
Vuelta Ciclista a Costa Rica, w niektórych źródłach również w skróconej formie Vuelta a Costa Rica – wieloetapowy wyścig kolarski rozgrywany corocznie od 1965 w Kostaryce.
Pierwsze edycja odbyła się w 1965. W 2005 wyścig został włączony do UCI America Tour, w którym posiada kategorię 2.2.
Organizowany jest również kobiecy wyścig o tej samej nazwie.

## Zwycięzcy
Opracowano na podstawie:
| Rok  | Pierwsze                   | Drugie                     | Trzecie                    |
| ---- | -------------------------- | -------------------------- | -------------------------- |
| 1965 | José Luis Sánchez          | Miguel Ángel Sánchez       | José Manuel Soto           |
| 1966 | Saturnino Rustrián         |                            |                            |
| 1967 | José Manuel Soto           |                            |                            |
| 1968 | Saturnino Rustrián         | José Luis Sánchez          | Alfredo Díaz               |
| 1969 | Evaristo Fino              | Gustavo Rincón             | Danilo Buitrago            |
| 1970 | Arturo García              | Agustín Alcántara          | José Manuel Soto           |
| 1971 | José Manuel Soto           |                            |                            |
| 1972 | Samuel Herrera             | José Manuel Soto           | Pedro Acu Tura             |
| 1973 | Wilfredo Insuasti          | Norberto Cáceres           | Carlos Siachoque           |
| 1974 | Rodolfo Vitela             | Manuel Parra               | Manuel Cejas               |
| 1975 | Efraín Pulido              | Héctor Espitia             | Arturo Matamoros           |
| 1976 | Norberto Cáceres           | Plinio Casas               | Arturo Matamoros           |
| 1977 | Carlos Alvarado Reyes      | Nerio Morales              | Stevj Jefnings             |
| 1978 | Fernando Fontes            | Carlos Alvarado Reyes      | Laurence Malone            |
| 1979 | Herman Loaiza              | Fabio Parra                | Carlos Mesa                |
| 1980 | Dale Stetina               | Ramón Zavaleta             | Marco Antonio López        |
| 1981 | Alexis Villalobos          | Rodrigo Montoya            | Miguel Arias               |
| 1982 | Samuel Cabrera             | Efrain Guevara Gómez       | Carlos Palacios            |
| 1983 | Antonio Agudelo            | Heriberto Urán             | Pedro Soler                |
| 1984 | Oliverio Cárdenas          | Segundo Chaparro           | Carlos Alvarado Reyes      |
| 1985 | Néstor Freddy Barrera      |                            |                            |
| 1986 | Juan de Dios Castillo      | Rigoberto Zúñiga           | Luis Ovidio Vargas         |
| 1987 | Carlos Bermúdez            | Marcos Quesada             |                            |
| 1988 | Efraín Rico                | Alexis Villalobos          | Federico Muñoz             |
| 1989 | Raúl Montero               | Carlos Bermúdez            | Andrés Brenes              |
| 1990 | Alfredo Zamora             | Andrés Brenes              | Héctor Iván Palacio        |
| 1991 | Edgar Sánchez              | Hernán Patiño              | Andrés Brenes              |
| 1992 | Luis Espinosa              | Alberto Camargo            | Libardo Niño               |
| 1993 | Adrián Víquez              | Marcos Wilches             | Alfredo Zamora             |
| 1994 | Andrés Brenes              | Gustavo Wilches            | Marcos Wilches             |
| 1995 | Raúl Gómez Suárez          | Federico Ramírez           | Santiago Amador            |
| 1996 | Luis Morera                | Julio Ernesto Bernal       | José Luis Vanegas          |
| 1997 | Gregorio Ladino            | Federico Ramírez           | Johnny Ruiz                |
| 1998 | Hernán Darío Muñoz         | Victor Niño                | Ubaldo Meza                |
| 1999 | Miguel Arroyo              | José Adrián Bonilla        | Álvaro Lozano              |
| 2000 | Federico Ramírez           | Álvaro Lozano              | Miguel Arroyo              |
| 2001 | Gregorio Ladino            | Alexis Rojas               | Julio César Rangel         |
| 2002 | Julio César Rangel         | Gregorio Ladino            | Marconi Durán              |
| 2003 | José Adrián Bonilla        | Marconi Durán              | Álvaro Sierra              |
| 2004 | Israel Ochoa               | Libardo Niño               | Paulo Vargas               |
| 2005 | Juan Carlos Rojas Villegas | Henry Raabe                | Andrey Amador              |
| 2006 | Henry Raabe                | Juan Pablo Araya           | Juan Carlos Rojas Villegas |
| 2007 | Henry Raabe                | Francisco Colorado         | Gregory Brenes             |
| 2008 | Gregory Brenes             | José Adrián Bonilla        | Arnold Alcolea             |
| 2009 | Janier Acevedo             | Gregory Brenes             | Julián Rodas               |
| 2010 | Juan Carlos Rojas Villegas | Henry Raabe                | Aldo Valero                |
| 2011 | José Adrián Bonilla        | Freddy Montaña             | Juan Carlos Rojas Villegas |
| 2012 | Óscar Eduardo Sánchez      | Román Villalobos           | Fabricio Quirós            |
| 2013 | Juan Carlos Rojas Villegas | Elías Vega                 | Bryan Villalobos           |
| 2014 | Juan Carlos Rojas Villegas | César Rojas                | Josué González             |
| 2015 | Juan Carlos Rojas Villegas | Román Villalobos           | Josué González             |
| 2016 | César Rojas                | Juan Carlos Rojas Villegas | Román Villalobos           |
| 2017 | Román Villalobos           | Efrén Santos               | Joseph Chavarría           |
| 2018 | Bryan Salas                | Daniel Bonilla             | Diego Cano                 |
| 2019 | Daniel Bonilla             | Efrén Santos               | Luis López                 |
| 2022 | Marco Suesca               | Carlos Alberto Gutiérrez   | Daniel Bonilla             |
| 2023 | Juan Diego Alba            | Kevin Rivera               | Sergio Arias               |
| 2024 | Luis Daniel Oses           | Joseph Ramírez             | Alejandro Granados         |